# Hydriomena nexifasciata
Hydriomena nexifasciata là một loài bướm đêm trong họ Geometridae.